# Фактор страха (группа)
«Фа́ктор Стра́ха» — метал-группа из России. Сформировалась в 2004 году на основе группы Trizna при активном участии Кирилла Немоляева.

## История
История группы является продолжением истории группы Trizna.
В 2004 году после длительного перерыва Константин Селезнёв в рамках Тризны записал альбом «Vertical Horizon» и сразу же начал работу над следующим. Однако после беседы Константина Селезнёва с Кириллом Немоляевым (бывшим его соратником по проектам Карданный вал и Бони НЕМ) последний убедил его, что с проектом Тризна перспективы очень сомнительные и надо организовывать новый, более современный проект.
К этому времени уже были написаны песни «Стандарт криволинейных лиц» и «While My Guitar Gently Weeps», кроме того Константин Селезнёв не хотел бросать группу с пятнадцатилетней историей, потому изначально «Фактор страха» был оформлен как проект группы Тризна и Кирилла Немоляева. Хотя не все музыканты были уверены в выборе правильного пути, однако тот темперамент и оптимизм, который излучал Кирилл Немоляев и упорство, с которым Константин Селезнёв уверял Станислава Вознесенского и Илью Александрова (Дмитрий Скопин помогал и поддерживал идеологов «Фактора» с самого начала), побороли все сомнения и они приступили к записи. В отличие от Тризны, Фактор Страха получил русскоязычные тексты и современный музыкальный материал. Первоначальный состав включил в себя музыкантов Тризны (К. Селезнёв, И. Александров, Д. Скопин, С. Вознесенский) и Кирилла Немоляева, который исполнял гроульные партии, а также помогал с продюсированием. В 2005 году этот проект уже под названием «Фактор страха» «вылился» в альбом «Театр военных действий, акт 1». В 2006 году вышел «Театр военных действий, акт 2». В группу пришли директор Сабина Швец, техник Алик Нестеров и звукорежиссёр Кирилл Иванов. В 2008 году вышел альбом «Твой идеальный мир». В начале 2010 — «Мёртвые сны».
29 апреля 2010 года от внезапной остановки сердца скончался Илья Александров (бывший вокалист группы Молот Ведьм) — вокалист группы «Фактор Страха».
Группа «Фактор Страха» объявила имя своего нового вокалиста. Им стал Михаил Сидоренко, которого ранее можно было увидеть в группе «Алый Рассвет» и в цирковом шоу братьев Запашных. Михаил дал свой первый концерт с «Фактором Страха» 30 января 2011 года в Москве.
16 октября 2012 года в автокатастрофе погиб бас-гитарист группы Дмитрий Скопин-Панюков.
10 января 2013 года выходит сингл группы, который был назван «Памяти».
24 июня 2013 года в автокатастрофе погиб барабанщик группы Станислав Вознесенский.
3 июля 2013 года группа объявила о распаде.
23 июня 2015 года ушёл из жизни бывший бас-гитарист группы Ярослав Сбитнев.

## Творчество группы

### Театр военных действий, акт 1
Запись производилась в студии «Чёрный Обелиск», которая находится в репетиционном зале Тризны. «Театр военных действий» записывался при непосредственном участии основателя студии Дмитрия Борисенкова.
Во время записи Константин Селезнёв тоже брал на себя обязанности звукорежиссёра.
Продюсером альбома выступил Кирилл Немоляев.

### Театр военных действий, акт 2
Выход первого альбома получил ощутимый резонанс на российской металлической сцене, в результате чего было принято решение продолжить развивать проект. Новый альбом продолжал тенденции старого как в музыкальном плане, так и в плане текстов (посвящённых вечной проблеме борьбы человека с самим собой). Также была сохранена милитаристская стилистика. В записи принимали участие также приглашённые музыканты, в том числе бас-гитарист Blind Guardian Оливер Хольцварт.
После выхода альбома было решено, что помощь Кирилла Немоляева в продюсировании более не нужна, поэтому он ушёл из команды, а проект «Фактор страха» стал группой.

### Твой идеальный мир
11 марта 2008 года на лейбле CD-Maximum вышел третий альбом группы Фактор Страха «Твой идеальный мир».
В записи альбома также приняли участие — Виктор Смольский (Rage), Олег Жиляков (Catharsis), Владимир Ермаков (Чёрный Обелиск), Максим Олейник (Иван Царевич), Джерри Ленин (Mechanical Poet).
13 апреля 2008 года в клубе «План Б» состоялась презентация альбома широкой публике. Группа сыграла как новые песни, так и большинство песен с предыдущих альбомов. Клавишник Антон Глушко сыграл свой последний концерт в составе группы.

### Мёртвые сны
В начале 2010 года вышел четвёртый альбом коллектива — «Мёртвые сны». 29 апреля 2010 года от внезапной остановки сердца скончался вокалист группы Илья Александров. Трагедия, которая произошла в музыкальном мире, собрала других музыкантов вместе, чтобы отдать дань памяти Илье. «Сборник Планета железяка Vol.2» выходит в память об Илье Александрове. В начале 2013 года выходит сборник «Планета железяка Vol.3», на который попала композиция «Видеть и знать».

### Выше сил…
В ряде интервью и на концертах музыканты упоминали о готовящемся новом альбоме под рабочим называнием «Фактор 5». Говоря о новой работе, участники группы отмечали новую, более тяжёлую концепцию звучания песен. Материал, написанный для нового альбома, задумывался как противопоставление предыдущей работе группы. Если «Мёртвые сны» представлены в основном «качёвыми» среднетемповыми композициями, то для нового альбома были написаны в основном быстрее, «зубодробительные» боевики. В 2011 году группа презентует в интернете демо-трек «Мир иллюзий», который во многом отражает заявленную концепцию нового альбома. Особый интерес трек представлял, как первая представленная публике студийная работа с новым вокалистом.
Альбом «Выше сил…» вышел 30 мая 2015 года на лейбле Metalism Records. Этот пятый номерной альбом «Фактора Страха» стал последней работой группы.

## Дискография

### Студийные альбомы
- 2005 — «Театр Военных Действий, Акт 1»
- 2006 — «Театр Военных Действий, Акт 2»
- 2008 — «Твой Идеальный Мир»
- 2010 — «Мёртвые сны»
- 2015 — «Выше сил...»

### Сингл
- 2013 — «Памяти»

### Видеоальбом
- 2012 — «Концерт 2007»

### В сборниках
- 2011 — «Планета железяка Vol.2» (01.Разлетаясь в пыль,16.Ночь)
- 2013 — «Планета железяка Vol.3» (01.Видеть и знать)

### Сольные проекты участников группы
- 2008 — «Notes» — Константин Селезнёв
- 2008 — «Мёртвые души» — Кирилл Немоляев и Константин Селезнёв
- 2011 — «Территория…[X]» — Константин Селезнёв
- 2014 — «Инстинкт» — Константин Селезнёв
- 2017 — «Война за мир» — Константин Селезнёв

## Состав
| Состав на момент распада: | - Константин Селезнёв — гитара, вокал, клавишные - Александр «Kuzoff» Кузавов — гитара - Михаил Сидоренко — вокал - † Ярослав Сбитнев — бас-гитара (умер 23.05.2015) - Максим Олейник — ударные |
| Бывшие участники:         | - † Дмитрий «Викинг» Скопин-Панюков — бас-гитара, бэк-вокал (2004 — 16.10.2012) - † Илья «Eel-A» Александров — вокал (2004 — умер 29.04.2010) - Антон Глушко — клавишные - Кирилл Немоляев — вокал - Владимир Насонов — гитара - Илья Литвин — бас-гитара, вокал - † Станислав Вознесенский — ударные (2004 — 24.06.2013) |

### Технический персонал
- Сабина Швец — директор, администратор
- Алик «Мелькор» Нестеров — техник
- Наталия «Четыризна» Попкова - техник, лидер фан-клуба
- Кирилл Иванов — звукорежиссёр